# 冈泽精
冈泽精（1844年8月20日—1908年12月12日）是一名日本长州藩武士、旧日本帝国陆军军官、华族。冈泽精在大日本帝国陆军的最终阶级为陆军大将，获封正二位勋一等功二级子爵。

## 经历
冈泽精是长州藩士冈泽甚内的儿子。1844年，他出生于江户城的长州藩的藩邸。冈泽精年少时跟随大村益次郎，并参与了尊皇攘夷运动，组织了“南国队”作为倒幕军队的一支参加了戊辰战争。
明治维新后，冈泽精所率领的分队也在1870年10月被并入大日本帝国陆军，成为大阪第二教导队。 据传，明治天皇对冈泽非常信任。1871年2月，冈泽精获授衔为四等军曹，并在4月获提拔成为天皇近卫部队“御亲兵”部队的大队长。同年6月3日，冈泽精获晋升为陆军准尉，并在一年内接连晋升为中尉、大尉、少佐。随着御亲兵在1873年2月被改组为近卫步兵第一联队，作为御亲兵第五任大队长的冈泽精也成为了近卫步兵第一联队的第一任联队长。西南战争爆发后，冈泽精被派上前线，在官军的别动第一旅团担任参谋长一职。 1878年12月，冈泽精升任东京镇台参谋长兼卫戍司令官。 1880年4月，冈泽精晋衔陆军大佐。此后几年，冈泽精轮转于西军监军部参谋、近卫参谋长、参谋本部管西局局长。1885年5月，时年41岁的冈泽精终于晋升陆军少将军衔，出任步兵第8旅团旅团长，并兼任陆军省陆军次官与陆军军务局局长。
1892年11月，冈泽精转任将校学校监（即之后陆军三大职务之一的教育总监之前身），并于1893年11月成为监军部参谋长。日清战争爆发后，冈泽精被天皇召为侍从武官并出任大本营军事内局局长。 1895年1月，冈泽精被晋升为中将，并在同年8月获封男爵爵位。1896年4月，冈泽精荣任侍从武官长并在1904年6月获晋为陆军大将。1906年，冈泽精获颁功二级金鵄勳章。1907年9月，冈泽精晋爵为子爵。1908年，他被授予勋一等旭日桐花大绶章。
1908年12月，冈泽精病逝，享年64岁。他的坟墓位于东京都港区南青山的青山陵园。

## 荣典
位阶
- 1886年（明治19年） 10月28日 - 从四位[1]
- 1892年（明治25年） 2月13日 - 正四位[2]
- 1897年（明治30年） 8月20日 - 从三位[3]
- 1902年（明治35年） 9月20日 - 正三位[4]
- 1907年（明治40年） 10月11日 - 从二位[5]
- 1908年（明治41年）12月12日 - 正二位[6]

日本爵位与勋章
- 1887年（明治20年）5月27日 - 勋二等旭日重光章[7]
- 1889年（明治22年）11月25日 - 大日本帝国宪法颁布纪念章[8]
- 1895年（明治28年）
  - 8月20日-男爵、勋一等瑞宝章[9]
  - 11月18日 - 明治二十七八年从军记章[10]
- 1902年（明治35年）
  - 5月10日 - 明治三十三年从军记章[11]
  - 12月3日 - 旭日大绶章[12]
- 1906年（明治39年）4月1日 - 功二级金鵄勳章、明治三十七八年从军记章[13]
- 1907年（明治40年）9月21日 - 子爵[14]
- 1908年（明治41年）12月12日 - 勋一等旭日桐花大授章[15]

外国勋章
- 1899年（明治32年）7月4日 - 大清帝国：御赐第二等第一品双龙宝星[16]
- 1905年（明治38年）6月16日 - 大韩帝国：大勋位李花大授章[17]

## 家庭
- 冈泽精的爵位被其长子冈泽精一继承。[18]
- 二儿子冈泽精三也选择从军，并于陆军士官学校二十一期毕业，最终阶级为陆军大佐。
- 冈泽精的三个女儿分别嫁给了日本驻中华民国大使有吉明、陆军中将渡边良三中将和陆军少将壬生元吉。